# Шульте Штратхаус, Эрнст
Эрнст Шу́льте Штра́тхаус (нем. Ernst Schulte Strathaus; 9 июля 1881, Дортмунд — 10 февраля 1968, Мюнхен) — немецкий литературовед, книговед и антиквар. В 1935—1941 годах служил в должности начальника отдела по вопросам искусства и культуры в штабе заместителя фюрера Рудольфа Гесса.

## Биография
Шульте Штратхаус — седьмой из девяти детей крестьянина Шульте Штратхауса. Учился в школе и гимназии в Дортмунде и Мюнстере, но не получил университетского образования вследствие сложного экономического положения семьи после смерти отца. К 1901 году выучился на антиквара в издательстве Фердинанда Шёнинга в Оснабрюке.
В апреле 1901 года Шульте Штратхаус переехал в Мюнхен, который впечатлил его своей богемной атмосферой. Сначала работал антикваром у Г. Люнебурга с библиотекой Йозефа Гёрреса. В апреле 1904 года перешёл на работу в антикварное предприятие Ю. Галле, где специализировался на инкунабулах, древних изданиях, резных деревянных книгах и средневековых текстах. В 1907 году Шульте Штратхаус выступил вместе с Карлом Вольфскелем, Карлом Георгом фон Маассеном, Гансом фон Вебером, Францем Блеем и Эмилем Хиршем соучредителем Общества мюнхенских библиофилов. В этих кругах также вращались Александр фон Бернус, Оскар Пилоти, Карл фон Клинковштрём, Курт фон Фабер дю Фаур и Виктор Манхаймер. С началом Первой мировой войны Шульте Штратхаус был мобилизован и направлен артиллеристом в 1-й королевский полк полевой артиллерии баварской армии.
После войны Шульте Штратхаус издавал вместе с Хорстом Штоббе журнал для библиофилов Die Bücherstube и состоял в мюнхенском обществе библиофилов. В антикварном магазине Юлиуса Галле Шульте Штратхаус познакомился с Ильзой Прёль, будущей супругой Рудольфа Гесса, которая работала там в 1921—1924 годах. В 1933 году Шульте Штратхаус женился на Хайльвиг Зайдель, дочери писательницы Ины Зайдель.
Весной 1934 года заместитель фюрера Рудольф Гесс пригласил Шульте Штратхауса на должность делопроизводителя по вопросам литературы и науки в своём штабе в Коричневом доме в Мюнхене, для чего Шульте Штратхаус вступил в НСДАП. Впоследствии занял должность начальника отдела. В функции Шульте-Штратхауса, пересекавшиеся со сферами деятельности Филиппа Боулера, Карла Хайнца Гедериха и Альфреда Розенберга, было отнесены вопросы приобретения конфискованных у евреев произведений искусства. Шульте Штратхаус, например, приобретал произведения любимого Гитлером художника Рудольфа фон Альта. Шульте Штратхаус также занимался по поручению Гесса вопросами школьной и культурной политики, в марте 1935 года вёл переговоры с министром воспитания Бернгардом Рустом, чтобы снять запрет, наложенный на вальдорфскую педагогику в частных школах, выступил посредником, чтобы снять с молодого журналиста Генри Наннена запрет на профессиональную деятельность, собирал исторические объекты, связанные с жизнью Адольфа Гитлера, в частности, акварели его работы в венский период. Шульте Штратхаус участвовал в создании Института исследования еврейского вопроса. В 1935 году Шульте Штратхаус предложил архитекторов Альвина Зайферта и Родериха Фика для реализации проекта Имперского посёлка имени Рудольфа Гесса в Пуллах-им-Изартале. Семья Шульте Штратхауса проживала также в этом посёлке по соседству с Мартином Борманом.
После сенсационного перелёта Рудольфа Гесса в Великобританию Гитлер приказал арестовать всех, кто знал о намерениях заместителя фюрера. По просьбе Гесса Шульте Штратхаус определил для него по гороскопу наиболее удачный день для поездки во имя мира, в марте Шульте Штратхаус проконсультировался по этому вопросу ещё раз у мюнхенского астролога. Утром 14 мая Шульте Штратхауса арестовали и допросили в гестапо, а в его квартире и офисе был произведен обыск. В ходе расследования была арестована также парапсихолог Герда Вальтер, которая на допросе заявила, что работала секретарём у парапсихолога Альберта фон Шренк-Нотцинга, а Шульте Штратхаус являлся его восторженным поклонником. Спустя две недели Шульте Штратхаус вместе с другими подозреваемыми был переведён в Берлин и содержался в течение одиннадцати месяцев в тюрьме гестапо на Принц-Альбрехт-штрассе. Ина Зайдель безуспешно пыталась добиться его освобождения. Шульте Штратхауса отправили в концентрационный лагерь Заксенхаузен. После ареста его лишили должности, служебной квартиры и исключили из партии, вероятно, благодаря влиянию Ины Зайдель его жена и дети проживали в Имперском посёлке до осени 1942 года.
Шульте Штратхауса освободили из концлагеря 3 марта 1943 года, он получил запрет на выезд из Мюнхена. С апреля 1943 по осень 1945 года он работал научным ассистентом в Баварской государственной библиотеке. В послевоенные годы брался за любую работу, затем работал частным учителем и вновь занялся книговедением. 4 февраля 1968 года получил серьёзное ранение в результате транспортного происшествия, от последствий которого умер 10 февраля.

## Труды
- Die trunkene mette durch vier deutsche jahrhunderte. 1909
- Die Bildnisse Goethes. In: Erstes Supplement zur Propyläen-Ausgabe von Goethes sämtlichen Werken. Georg Müller, München 1910, S. 35ff.
- Die Bücher der Hundert. Druck für die Hundert. Hyperion-Verlag, München 1911.
- (Hrsg.): Paul van der Aelst: Blumm und Außbund Allerhandt Außerlesener Weltlicher, Züchtiger Lieder und Reymen. München 1912
- Bibliographie der Originalausgaben deutscher Dichtungen im Zeitalter Goethes. Georg Müller, München/Leipzig 1913.
- Gedanken zum illustrierten schönen Buche. In: Die Bücherstube. München 1923.
- Katalog J. Halle, Antiquariat München. München 1928.
- Die Wittenberger Heiligtumsbücher vom Jahre 1509 mit Holzschnitten von Lucas Cranach. In: Gutenberg-Jahrbuch 1930, S. 175—186.
- Goethes Faust-Fragment 1790. Eine buchkundliche Untersuchung. Schriften der Corona XXVI, München: Verlag R. Oldenburg, Zürich: Verlag der Corona, 1940, zuerst 1932 als Privatdruck unter dem Titel Die echten Ausgaben von Goethes Faust erschienen
- Die Veröffentlichungen der Gesellschaft der Münchner Bibliophilen. München 1961.
- Der Sokratische Philolog. Kreuz- und Querzüge eines Hamann-Sammelbandes. In: Jahrbuch der Sammlung Kippenberg. Neue Folge, Band 1, Düsseldorf 1963, S. 139—149.
- Kippiana. Freundliche Begegnungen mit Anton Kippenberg in München 1908—1949. Gesellschaft der Bibliophilen (u.a.), München-Solln 1969